# Sesenta y cuatro villas al este del río

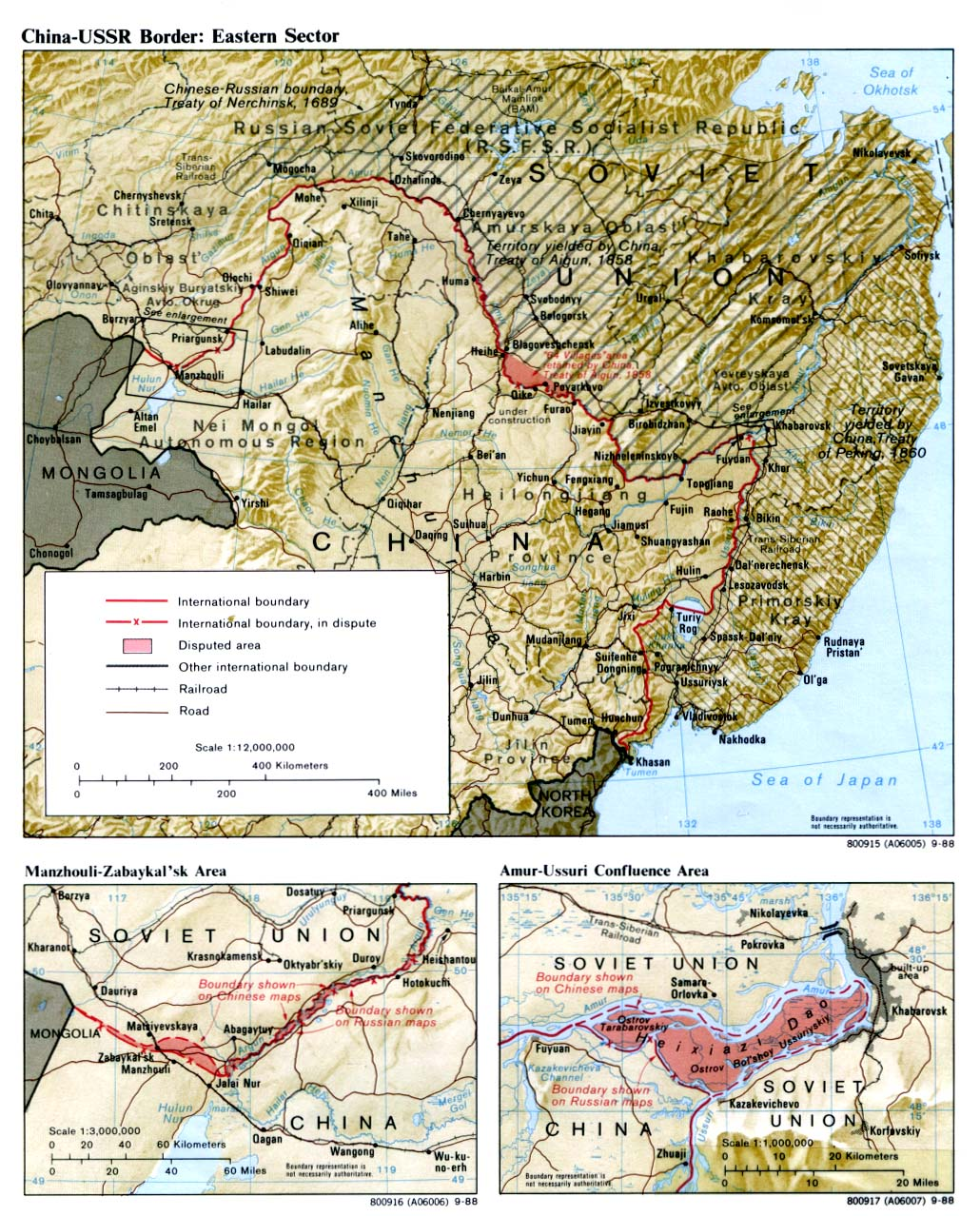
Áreas en disputa en la zona del río Amur entre Rusia y la República de China. Las sesenta y cuatro villas al este del río se visualizan en el mapa superior.

Las sesenta y cuatro villas al este del río (chino tradicional: 江東六十四屯; chino simplificado: 江东六十四屯; pinyin: Jiāngdōng Liùshísì Tún) son una zona de villas habitadas por manchúes ubicadas entre el banco oriental (norte) del río Amur al otro lado de Heihe y el banco oriental del río Zeya al otro lado de Blagovéshchensk. El área incluye unos 3.600 km².

## Historia
En el verano de 1857, el Imperio ruso ofreció una compensación monetaria al gobierno chino de la Dinastía Qing si removían la población manchú de la zona; sin embargo, dicha oferta fue rechazada. Al año siguiente, con el Tratado de Aigun, los Qing cedieron el banco norte del Amur a Rusia. Sin embargo, los residentes manchúes al norte del río Amur podían "mantener sus domicilios a perpetuidad bajo la autoridad del gobierno manchú".
Durante la Rebelión Bóxer en 1900, las fuerzas Qing intentaron bloquear el tráfico marítimo ruso en el Amur cerca de Aigun, a partir del 16 de julio; como respuesta, el gobernador militar de la región de Amur, el teniente general Konstantin Nikolaevich Gribski, ordenó la expulsión de todos los súbditos Qing que permanecían al norte del río. Esto incluía no solo a los residentes de las villas, sino también a los comerciantes y trabajadores chinos que vivían en Blagoveshchensk, que se calcula eran desde una sexta parte hasta la mitad de la población local de 30.000 habitantes. Todos fueron retenidos por la policía local y lanzados al río, donde muchos no sabían nadar y miles murieron ahogados.

## Disputa posterior

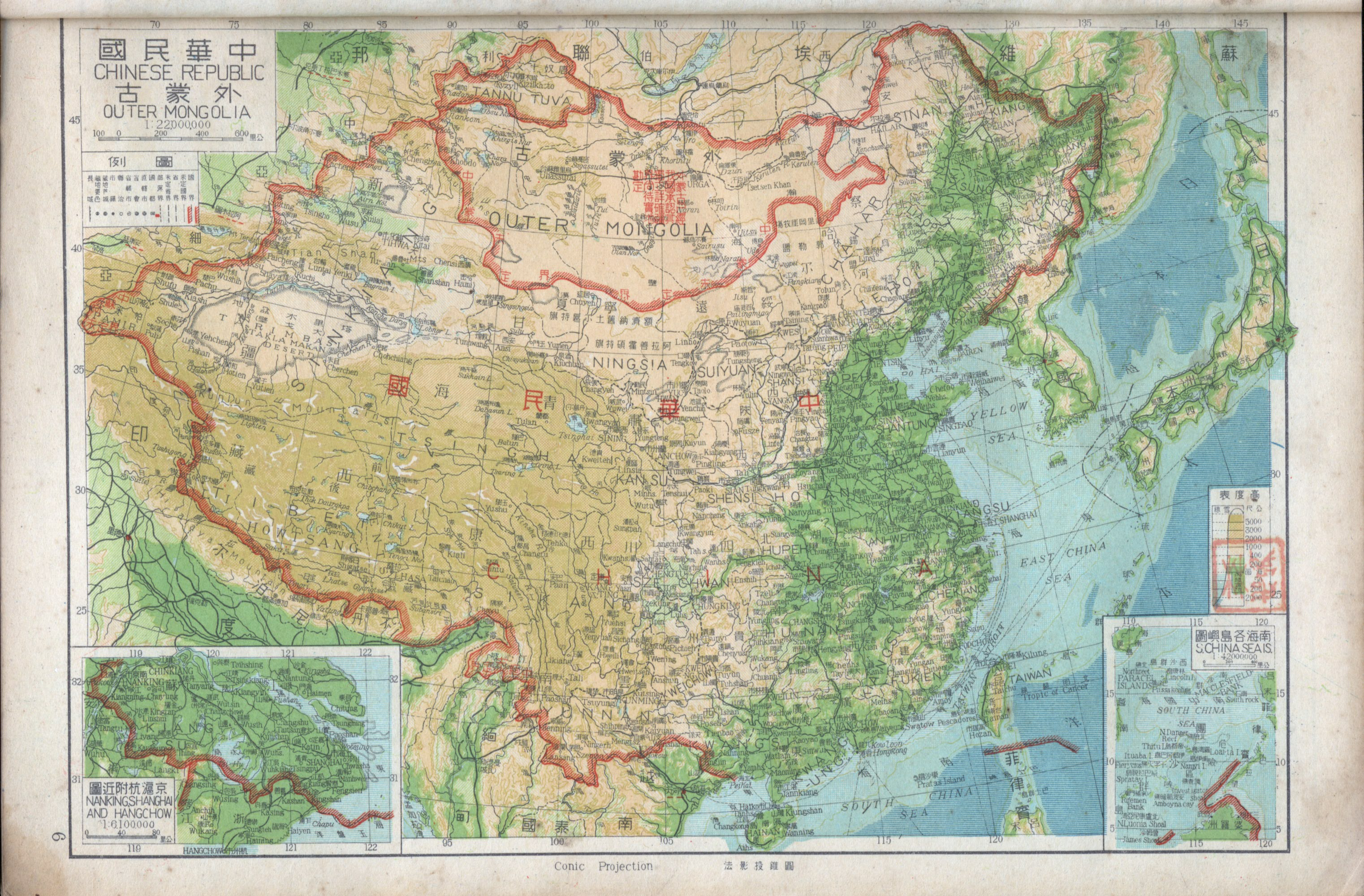
mapa antiguo

La República de China, sucesor del Imperio Qing, nunca ha reconocido la ocupación rusa y la declara ilegítima. En el Acuerdo de la Frontera chino-rusa de 1991, la República Popular de China renunció la soberanía de las 64 villas. Sin embargo, la República de China ubicada en la isla de Taiwán nunca renunció a la soberanía del área ni reconoce cualquier acuerdo fronterizo firmado entre la República Popular de China y otros países debido a las restricciones impuestas por el Artículo 4 de la Constitución de la República de China y de la Sección 5 del Artículo 4 de los Artículos Adicionales de la Constitución de la República de China. Es por ello que esta zona aún aparece como territorio chino en muchos mapas de China publicados en Taiwán aun cuando es actualmente parte del óblast de Amur, Rusia.